# Списак насељених места у Француској: Z
| A \| B \| C \| D \| E \| F \| G \| H \| I \| J \| K \| L \| M \| N \| O \| P \| Q \| R \| S \| T \| U \| V \| W \| X \| Y \| Z \| É |

- Zaessingue
- Zalana
- Zarbeling
- Zegerscappel
- Zehnacker
- Zeinheim
- Zellenberg
- Zellwiller
- Zermezeele
- Zetting
- Zicavo
- Zigliara
- Zilia
- Zilling
- Zillisheim
- Zimmerbach
- Zimmersheim
- Zimming
- Zincourt
- Zinswiller
- Zittersheim
- Zommange
- Zonza
- Zoteux
- Zouafques
- Zoufftgen
- Zoza
- Zuani
- Zudausques
- Zutkerque
- Zuydcoote
- Zuytpeene
- Zérubia
- Zévaco
- Zœbersdorf

| A \| B \| C \| D \| E \| F \| G \| H \| I \| J \| K \| L \| M \| N \| O \| P \| Q \| R \| S \| T \| U \| V \| W \| X \| Y \| Z \| É |